# Tim Wallburger
Tim Wallburger (Dresde, RDA, 18 de agosto de 1989) es un deportista alemán que compitió en natación.
Ganó dos medallas en el Campeonato Europeo de Natación, en los años 2010 y 2012, y una medalla de plata en el Campeonato Europeo de Natación en Piscina Corta de 2010.
Participó en los Juegos Olímpicos de Londres 2012, ocupando el cuarto lugar en la prueba de 4 × 200 m libre.

## Palmarés internacional
| Campeonato Europeo                  | Campeonato Europeo       | Campeonato Europeo | Campeonato Europeo |
| Año                                 | Lugar                    | Medalla            | Prueba             |
| ----------------------------------- | ------------------------ | ------------------ | ------------------ |
| 2010                                | Budapest (Hungría)       | Medalla de plata   | 4 × 200 m libre    |
| 2012                                | Debrecen (Hungría)       | Medalla de oro     | 4 × 200 m libre    |
| Campeonato Europeo en Piscina Corta |                          |                    |                    |
| Año                                 | Lugar                    | Medalla            | Prueba             |
| 2010                                | Eindhoven (Países Bajos) | Medalla de plata   | 200 m mariposa     |